# Józef Skonieczny
Józef Skonieczny ps. „Skony” (ur. 1925 w Łodzi, zm. 21 czerwca 1988) – polski karykaturzysta, satyryk i malarz.

## Życiorys
Ukończył studia w Wyższej Szkole Sztuk Plastycznych w Łodzi. Jako karykaturzysta zadebiutował w 1947 roku na łamach tygodnika „Rózgi”. Następnie współpracował z czasopismami „Mucha”, „Kocynder”, „Kaktus” i „Karuzela”, był także redaktorem „Głosu Robotniczego” i malarzem akwarelistą – malował pejzaże oraz kwiaty. Jako karykaturzysta na łamach „Głosu Robotniczego” swoimi rysunkami komentował bieżące wydarzenia, piętnował przywary narodowe Polaków, a także brak kultury, lenistwo i głupotę.
Został pochowany na cmentarzu komunalny Doły w Łodzi (kw. 11B, rz. 8, grób 8).

## Odznaczenia
- Złoty Krzyż Zasługi (1980)[5]